# Xanthopimpla townesi
Xanthopimpla townesi är en stekelart som beskrevs av Chao 1997. Xanthopimpla townesi ingår i släktet Xanthopimpla och familjen brokparasitsteklar. Inga underarter finns listade i Catalogue of Life.